# Cry (Yonne)
Cry és un municipi francès, situat al departament del Yonne i a la regió de Borgonya - Franc Comtat. L'any 2007 tenia 179 habitants.

## Demografia

### Població
El 2007 la població de fet de Cry era de 179 persones. Hi havia 76 famílies, de les quals 19 eren unipersonals (11 homes vivint sols i 8 dones vivint soles), 30 parelles sense fills, 23 parelles amb fills i 4 famílies monoparentals amb fills.
La població ha evolucionat segons el següent gràfic:
Habitants censats

### Habitatges
El 2007 hi havia 115 habitatges, 79 eren l'habitatge principal de la família, 31 eren segones residències i 5 estaven desocupats. 113 eren cases i 2 eren apartaments. Dels 79 habitatges principals, 57 estaven ocupats pels seus propietaris, 15 estaven llogats i ocupats pels llogaters i 7 estaven cedits a títol gratuït; 3 tenien dues cambres, 10 en tenien tres, 25 en tenien quatre i 42 en tenien cinc o més. 50 habitatges disposaven pel capbaix d'una plaça de pàrquing. A 48 habitatges hi havia un automòbil i a 23 n'hi havia dos o més.

### Piràmide de població
La piràmide de població per edats i sexe el 2009 era:
| Homes | Edats   | Dones |
| ----- | ------- | ----- |
| 0     | 95 o +  | 0     |
| 0     | 90 a 94 | 0     |
| 0     | 85 a 89 | 12    |
| 0     | 80 a 84 | 0     |
| 0     | 75 a 79 | 0     |
| 0     | 70 a 74 | 8     |
| 20    | 65 a 69 | 12    |
| 0     | 60 a 64 | 4     |
| 12    | 55 a 59 | 8     |
| 8     | 50 a 54 | 12    |
| 8     | 45 a 49 | 8     |
| 4     | 40 a 44 | 4     |
| 8     | 35 a 39 | 8     |
| 0     | 30 a 34 | 0     |
| 0     | 25 a 29 | 4     |
| 0     | 20 a 24 | 0     |
| 4     | 15 a 19 | 8     |
| 12    | 10 a 14 | 0     |
| 0     | 5 a 9   | 0     |
| 0     | 0 a 4   | 4     |

## Economia
El 2007 la població en edat de treballar era de 105 persones, 75 eren actives i 30 eren inactives. De les 75 persones actives 67 estaven ocupades (35 homes i 32 dones) i 8 estaven aturades (3 homes i 5 dones). De les 30 persones inactives 16 estaven jubilades, 13 estaven estudiant i 1 estava classificada com a «altres inactius».

### Ingressos
El 2009 a Cry hi havia 83 unitats fiscals que integraven 195 persones, la mediana anual d'ingressos fiscals per persona era de 17.115 €.

### Activitats econòmiques
Dels 11 establiments que hi havia el 2007, 2 eren d'empreses extractives, 1 d'una empresa de fabricació d'altres productes industrials, 3 d'empreses de construcció, 1 d'una empresa de comerç i reparació d'automòbils, 1 d'una empresa d'hostatgeria i restauració, 1 d'una empresa immobiliària, 1 d'una empresa de serveis i 1 d'una empresa classificada com a «altres activitats de serveis».
Dels 3 establiments de servei als particulars que hi havia el 2009, 2 eren fusteries i 1 lampisteria.
L'any 2000 a Cry hi havia 3 explotacions agrícoles que ocupaven un total de 375 hectàrees.

## Equipaments sanitaris i escolars
El 2009 hi havia una escola elemental integrada dins d'un grup escolar amb les comunes properes formant una escola dispersa.

## Poblacions més properes
El següent diagrama mostra les poblacions més properes.